# Assassin's Creed Unity
Assassin's Creed Unity é um jogo eletrônico de ação-aventura desenvolvido pela Ubisoft Montreal com o apoio de nove outros estúdios da companhia. Unity é o oitavo jogo principal da série Assassin's Creed e o sucessor de Assassin's Creed IV: Black Flag com ligações a Assassin's Creed Rogue. Foi lançado em 11 de Novembro de 2014 pela Ubisoft para Microsoft Windows, PlayStation 4 e Xbox One, o jogo recebeu uma porta para o Google Stadia em  15 de Dezembro de 2020.
Tal como nos jogos anteriores da série, a ação do jogo decorre num cenário histórico, neste caso em Paris, durante o período da Revolução Francesa, no final do século XVIII. A história segue Arno Victor Dorian e os seus companheiros assassinos nos seus esforços para expor os poderes por detrás da Revolução. O jogo mantém a exploração do mundo aberto na terceira pessoa, típico da série, assim como as já familiares mecânicas de combate e infiltração. Unity introduz o multijogador cooperativo na série Assassin's Creed, permitindo que até quatro jogadores possam explorar o mapa e executar missões baseadas na narrativa.
Assassin's Creed Unity teve uma recepção variada por parte dos críticos profissionais. Os sites de pontuações agregadas GameRankings e Metacritic deram à versão PlayStation 4 68.12% e 70/100 e à versão Xbox One 70.64% e 73/100, respectivamente. Os elogios foram feitos principalmente aos visuais e ao formato orientado para o multijogador, enquanto que as criticas foram mais em direção à história, à jogabilidade pouco refinada e aos numerosos erros que apresentava quando foi colocado à venda, como a baixa frame rate, bugs, glitches, etc. De acordo com o website VG Chartz, no início de Fevereiro de 2015 já tinham sido vendidas cerca de 5,76 milhões de cópias de Unity.
Assassin's Creed Unity foi seguido por Assassin's Creed Syndicate, que tem lugar em Londres durante a Revolução Industrial, e lançado em Outubro de 2015.

## Jogabilidade

Unity introduz o multijogador cooperativo na série, permitindo que até quatro jogadores possam explorar o mapa e executar missões baseadas na narrativa.

O combate para Unity foi redesenhado, com o esgrima a ser a principal inspiração para o novo sistema. Para além de armas que já vem de jogos anteriores, Assassin's Creed Unity introduz a Phantom Blade (Lâmina Fantasma). A Phantom Blade usa as mecânicas de uma besta para disparar silenciosamente a grandes distancias, enquanto tem também o mesmo papel da Lâmina Oculta, tal como nos anteriores jogos da franquia Assassin's Creed.
A navegação no jogo também foi melhorada. A Ubisoft criou as novas mecânicas de "Parkour Up" e "Parkour Down", para tornar mais fácil a escalada nos edifícios em ambas as direções. Adicionalmente, Arno aprende novos movimentos de parkour ao longo do jogo, mas o jogador também pode adquirir novas habilidades. Com multidões melhoradas também foram criadas novas interações com estas. A multidão regularmente apresenta muitas atividades, aparecendo organicamente, e o jogador, se desejar, pode se envolver ou não. Exemplos incluem interferir num combate ou perseguir um ladrão.
Pela primeira vez será permitido ao jogador personalizar o personagem, através de uma árvore de habilidades, para que os jogadores possam através de pontos melhorar várias características como o modo de infiltração furtiva, o combate e a saúde. Também é dada a possibilidade de personalizar as armas, armaduras e outros equipamentos para melhorar de acordo com o estilo de cada jogador. Existe uma maior variedade de armas como espadas, machados, lanças, armas de haste, pistolas e engenhos incendiários.
Assassin's Creed Unity também introduz na série o multijogador cooperativo. Os jogadores podem entrar em tabernas, que atuam como pontos sociais no jogo, e ai podemos ver se algum amigo está a jogar Unity. Se o jogador está no meio de uma missão, os amigos aparecem como uma versão "fantasma" do jogador, permitindo que este possa pedir ajuda na missão. Se aceite, o jogar é transferido para o jogo do amigo e ambos começam no ponto de controlo mais recente, continuando a partir daí. Podem no máximo participar quatro jogadores mas o jogador será sempre Arno – os parceiros têm a aparência de membros aleatórios da irmandade. Muitas missões e atividades estão disponíveis para os jogos cooperativos, mas algumas missões de história apenas podem ser concluídas com um jogador.

## Sinopse

### Personagens
O protagonista do jogo é Arno Victor Dorian , um francês nascido em Versalles, filho de um pai Assassino. Depois do seu pai ser assassinado, Arno é adotado sem saber que a sua família adotiva tem uma posição muito importante na Ordem dos Templários, e que o seu padrasto é um Grande Mestre da organização. Arno culpa-se quando o seu pai adotivo é assassinado, e parte numa tentativa de redenção juntando-se à Irmandade dos Assassinos, subindo gradualmente de nível, tal como Altaïr Ibn-La'Ahad e Ezio Auditore da Firenze de jogos anteriores. Arno está apaixonado por uma Templária, Élise De La Serre (Catherine Bérubé), filha do pai adotivo de Arno, que também anda a investigar a morte do pai bem como o crescimento de uma ideologia dentro da Ordem que ameaça a própria organização. Outros personagens incluem Marquis de Sade (Alex Ivanovici), Napoleão Bonaparte (Brent Skagford) e Maximilien de Robespierre (Bruce Dinsmore).

### Cenário
A história de Arno (protagonista) decorre em 1789 em Paris durante a véspera da Revolução Francesa. O cenário moderno foca-se nos Assassinos a pedir ajuda ao jogador para explorar Arno no passado, e ajudá-los no presente. As missões cooperativas mostram o crescimento da Irmandade dos Assassinos durante a Revolução Francesa. Podem ser encontradas na cidade "anomalias temporais". Ao joga-las Arno irá visitar vários pontos da história de Paris, como por exemplo a ocupação Nazi durante a Segunda Guerra Mundial.

### Enredo
É dito ao "jogador" para ser um jogador de um dispositivo criado pela Abstergo que permite aceder a muitas memórias genéticas. A históra que envolve o roubo do Templo durante a Idade Média e a captura de Jaques De Molay é a única memória disponível, e é mostrado ao jogador os elementos básicos da jogabilidade. Durante o roubo, DeMolay confia a outro Templário a Espada e a Maçã do Eden, e este acaba por escondê-los dentro de uma cripta francesa. Neste ponto, os Assassinos entram na memória e pedem ao jogador para se juntar a eles como um iniciante, isto depois de lhes dar um video da memória, à qual a Abstergo descreve como sendo a captura de Sábios, que contém o DNA Precursor, que tem uma forma de tripla hélice em vez de dupla, e o Projeto Fênix onde a Abstergo espera compilar todo o genoma Precursor para propósitos pouco precisos. O contato Assassino providencia acesso ao segmento da memória e direciona o novo iniciante para localizar aquele que os Assassinos julgam ser o novo Sábio, cujo corpo esperam recuperar.

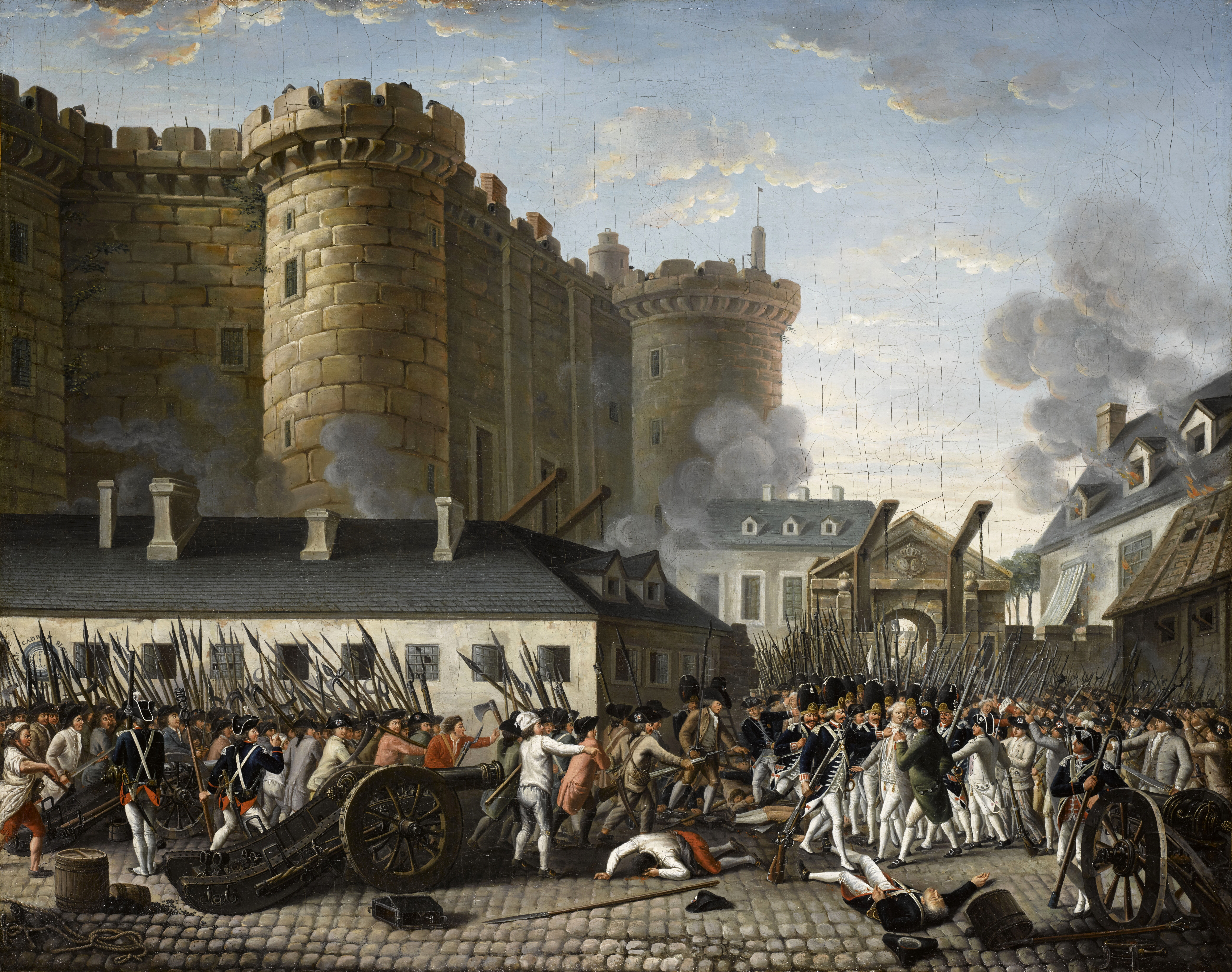
Alguns momentos chave da Revolução Francesa, como a Tomada da Bastilha (1789), são recriados em Unity.

A memória segue então para Arno Dorian, um nobre francês do século XVIII que se encontra com Élise, filha do Grande Mestre Templário em Versalles. Depois do seu pai ser morto no palácio, o Grande Mestre De La Serre adota Dorian mesmo sabendo que o seu pai tinha sido um Assassino, um facto que Arno desconhecia. A história avança até ao treino de Elise para entrar na Ordem dos Templários, quando esta tinha 16 anos. É dado a Arno uma mensagem para entregar a Sr. De La Serre, mas ele coloca-a no seu escritório para assim tentar entrar na festa e encontrar-se para dançar com Elise. Arno foge da festa e nos jardins vê De La Serre a morrer, então Arno é capturado pelas autoridades e levado para a Bastilha. Então ele vê nas paredes escritos apocalípticos e impressiona outro Assassino, Bellec, com a sua perícia de combate. O Assassino convida Arno para a Irmandade e ambos escapam durante a Tomada da Bastilha.
Arno regressa a casa e é rejeitado por Elise, que lhe diz que a mensagem que ele era suposto entregar ao seu pai era um aviso para impedir o seu assassinato, e revela-se como Templária. Arno junta-se à Irmandade e pede por uma oportunidade de eliminar todos os Templários que estão envolvidos com a morte de De La Serre, incluindo La Roi de Thumes (O Rei dos Pedintes). O pedido é-lhe concedido por Monsureai, que andava a tentar quebrar a paz entre a Ordem e De La Serre. Depois de matar La Frenience, um dos que tentavam prejudicar De La Serre, Arno vai ter com Elise, e descobre que o artesão que conduziu Arno a Frenience era o Sábio, e que foi este que ordenou a morte de De La Serre.
Ao aperceber-se que a trama tinha a intenção de criar uma revolta contra o Rei de França, Arno assassina mais duas figuras centrais que estavam a organizar um motim numa prisão e um outro que estava a armazenar provisões de comida para criar a impressão que a nobreza estava a esconder recursos enquanto o povo francês passava fome. Durante este período Arno conhece e faz amizade com um jovem militar esnobe chamado Napoleão Bonaparte e com um oficial de artilharia, enquanto procura no palácio documentos como provas (nessa época Napoleão se aproveita da distração de Arno na busca por  documentos e rouba a Maçã do Éden... mas decide não a entregar para seus superiores guardando consigo). Enquanto isso, Elise é levada para a Irmandade e implora pela sua ajuda, isto porque o seu grupo de Templários foi morto por um esquema criado pelo Sábio. Monsureai concorda ajudá-la, na esperança de criar um favor por parte do futuro Grande Mestre Templário, mas é morto por Bellec, com a intenção de purgar a liderança dos Assassinos e para começar a concordar com as crenças dos Templários. Recusando juntar-se a Bellec, Arno mata-o, e escapa dos motins de comida juntamente com Elise num balão de ar quente. Arno confessa que ainda ama Elise.
Com a Revolução em pleno andamento, Arno rastreia Germain para a execução do rei Luís XVI, mas escolhe ficar e proteger Elise ao invés de persegui-lo. Elise rejeita para a decisão, e Arno é exilado da Irmandade por ignorar ordens para prosseguir a sua vingança pessoal, fazendo-o cair em uma depressão embriagado. Arno definha por vários meses antes que ele é encontrado em Versailles por Elise, que convence a voltar para Paris e se dividir durante o reinado do terror. Arno retorna a Paris e, com a ajuda de Elise, desacredita a reputação de Maximilien de Robespierre, a quem Germain, agora Grão-Mestre dos Templários, tinha colocado o encarregado de manter o caos durante a Revolução. Depois de Arno e Elise encontrar Robespierre, que tinha se trancado em seu escritório em uma tentativa de evitar a prisão, Robespierre Elise atira na mandíbula e faz com que ele anote a localização de Germain.
Arno confronta Germain no topo do Templo, apenas para descobrir que ele tem agora a Sword of Eden. A luta finalmente termina na mesma cripta Templaria em que o jogo começou, onde Arno atinge Germain só para ter a Espada tentando explodi-lo por trás e prendê-lo sob os escombros. Elise tenta assumir Germain por si mesma, mas como Arno escapa  a Espada explode matando a Elise e ferindo mortalmente Germain. Arno depois mata Germain, que em suas memórias confirma que ele é o Sábio e que ele queria purgar a Ordem dos Templários de todos os que tinha esquecido os ensinamentos de De Molay.
O jogo termina com Arno explicando como sua compreensão do Credo mudou, e prometendo vigiar Paris para manter a memória viva de Elise. Anos mais tarde, Arno, tendo-se tornado um Mestre Assassino, recupera o esqueleto de Germain do Templo e coloca-lo nas catacumbas de Paris, para o alívio de manipuladores Assassino do jogador, que agora estão confiantes de que Abstergo não será capaz de encontrá-lo 

## Desenvolvimento
A produção do jogo começou logo após a conclusão de Assassin's Creed: Brotherhood, em 2010. A 19 de Março de 2014, algumas imagens escaparam para a Internet, com o nome de código “Unity”, mostrando um novo assassino em Paris. As imagens mostravam botões "parkour-cima" e "parkour-baixo", uma nova forma mecânica de navegação como foi anotado pela Kotaku. Kotaku também afirmou que Unity seria editado no final de 2014 para PlayStation 4 e Xbox One, que a acção do jogo decorre durante a Revolução Francesa e que o novo assassino se chama Arno.
A 21 de Março de 2014, a Ubisoft confirmou a existência de Assassin's Creed Unity, e que este já estava em produção havia mais de três anos, ao mesmo tempo que lançava um pequeno video que mostrava aquilo que seria o jogo em pré-alpha. O video mostra o novo assassino a assistir a uma execução pública por guilhotina junto à Catedral de Notre-Dame em Paris. Também confirmado foi a data de lançamento para o quarto trimestre de 2014 e que seria editado para PlayStation 4, Xbox One e Microsoft Windows. O escritor da Ubisoft, Jeffrey Yohalem, disse que o cenário da Revolução Francesa foi deliberadamente mostrado, juntamente com o cenário da Revolução Americana de Assassin's Creed III, em símbolos vistos no fim de Brotherhood. Ubisoft Montreal é o principal produtor do projecto com a colaboração de outros estúdios da empresa em Toronto, Kiev, Singapura, Shangai, Annecy, Montpellier, Bucareste, Quebeque, e Chengdu.
Na E3 2014, foram mostrados vários vídeos do jogo, demonstrando o modo multijogador cooperativo, algo novo na série. A equipa de produção conseguiu com o poder da PlayStation 4 e da Xbox One melhorar as multidões de NPC. Podem aparecer mais de 5000 personagens IA na multidão, cada um actuando independentemente e reagindo entre todos assim como às acções do jogador. Segundo os produtores pela primeira vez na série o mapa tem a escala de 1x1 com os edifícios representados em tamanho real e com sete bairros distintos entre si. A versão PC usa a tecnologia Nvidia's GameWorks, como anti-aliasing TXAA, avançada tesselação DX11 e tecnologia Nvidia PhysX, isto devido à parceria criada entre a Ubisoft e a Nvidia.
Benjamin Plich, director de design do jogo, disse que Unity será mais dificil que os antecessores isto porque foi removido o botão de contra-ataque e a com a inclusão de guardas mais agressivos. Plich também refere que o jogo terá a característica de Assassínios Duplos sincronizados com outros jogadores.
Numa entrevista dada à página oficial da Red Bull, o director Alex Amancio explicou porque razão Unity não irá ser editado para Wii U. De acordo com Amancio a consola da Nintendo não é suficientemente poderosa para aguentar o que a Ubisoft ambiciona, recusando-se por isso a comprometer-se "oferecendo uma versão menor do mesmo jogo."
Em Agosto de 2014 foi anunciado Assassin's Creed Rogue para PlayStation 3 e Xbox 360 e dito que o jogo tem ligações à história de Unity.
A Ubisoft anunciou que requereu a ajuda de vários historiadores académicos como Laurent Turcot, professor na Universidade do Québec à Trois-Rivières (Canadá), para a vida diária na cidade de Paris no séc. XVIII, e Jean Clement Martin professor na Sorbonne, para ajudar no guião.
Anunciado como chegando ao Stadia ainda em 2020, no dia 15 de Dezembro foi oficialmente lançado Assassin's Creed Unity, junto com o Assassin's Creed Syndicate e Assassin's Creed Origins e um dia antes da disponibilidade do Ubisoft+ em beta no Estados Unidos para o Stadia.

## Lançamento
Assassin's Creed Unity estava planeado para ser editado a 28 de Outubro de 2014. No entanto em Agosto de 2014, foi adiado para 11 de Novembro de 2014 na América do Norte, 13 de Novembro de 2014 para as regiões PAL e 4 de Dezembro de 2014 no Japão. Vincent Pontbriand, produtor da Ubisoft, disse, "À medida que nos aproximamos de acabar a produção do jogo, vemos que precisamos de mais tempo para acrescentar mais detalhes e para termos a certeza que Assassin’s Creed Unity é excepcional.” Adicionalmente, Unity teve várias actualizações após o primeiro dia, isto por ter apresentado muitos problemas como a baixa frame rate, bugs, glitches, etc. Uns dias depois, a Ubisoft pediu desculpas pelo estado em que Assassin's Creed Unity foi colocado à venda e através de Yannis Mallat, CEO da Ubisoft Montreal, prometeu que iria recompensar os jogadores oferecendo o primeiro conteúdo descarregável, “Dead Kings”, e um jogo à escolha (Assassin's Creed IV: Black Flag, The Crew, Far Cry 4, Just Dance 2015, Rayman Legends ou Watch Dogs) para os jogadores que compraram a Season Pass. Adicionalmente, a Ubisoft anunciou que iria parar as vendas para a Season Pass e para a Gold Edition.

### Marketing
Para o evento San Diego Comic-Con 2014, a Ubisoft desenhou um percurso de obstáculos, em que profissionais de parkour e duplos ajudavam os fãs a recriar os movimentos existentes no jogo. Também no mesmo evento foi mostrado um filme animado produzido por Rob Zombie, desenhado por Tony Moore (co-criador de The Walking Dead) e com narração do actor francês Féodor Atkine.
No final de Setembro de 2014 a Ubisoft apresentou o Project Widow, um “passeio” online em Paris criado para suportar Assassin's Creed: Unity. Narrado por Andy Serkis, o site permite visitar algumas secções da cidade moderna ao nível da rua, incluindo a Bastille, a Catedral de Notre-Dame ou a Praça da Concórdia. Arte e outras curiosidades sobre Unity estão espalhados pelo site, assim como detalhes da Revolução Francesa e a explicação de como a acção do jogo alimentará tais eventos.

### Conteúdo adicional
Em Setembro de 2014 a Ubisoft revelou os detalhes do Season Pass de Assassin's Creed Unity. O conteúdo, disponível no inicio de 2015, tem novas missões, armas e personagens para Unity e a história "Dead Kings", que tem lugar após os eventos do jogo principal e segue Arno à medida que este viaja de Paris até à cidade vizinha de Saint Denis. Os jogadores têm acesso ainda a Assassin's Creed Chronicles: China, que é um jogo descarregável completamente novo e exclusivo para os possuidores de um Season Pass. Em Chronicles a acção passa-se no ano de 1526 na China, o jogador controla a Assassina Shao Jun num mundo em 2.5D, inspirado nas pinturas tradicionais chinesas. Shao Jun, que foi treinada por Ezio Auditore da Firenze (o protagonista de Assassin's Creed II), regressa à sua terra natal à procura de vingança e para restaurar a sua Irmandade perdida.

### Edições especiais

Conteúdo da “Guillotine Collector’s Case”.

Para Assassin's Creed Unity a Ubisoft disponibilizou várias edições especiais: a “Special Edition” que para além de uma cópia do jogo inclui a missão The Chemical Revolution em que se tem de encontrar os projectos de uma bomba de veneno roubados a Antoine Laurent de Lavoisier; a “Bastille Edition” que tem uma caixa especial, um livro com arte conceptual, a banda sonora, duas litografias num envelope e duas missões, The Chemical Revolution e The American Prisoner, em que se pede ao jogador para salvar Thomas Paine e os seus manuscritos de uma prisão parisiense; a “Notre Dame Edition” que tem todo o conteúdo da anterior edição e ainda uma estátua de 39,cm de altura de Arno em cima de uma gárgola e uma caixa de coleccionador Notre Damme.
Exclusiva para a loja Uplay está disponível a edição “Guillotine Collector’s Case” que tem uma caixa ‘FuturePack’, uma caixa de coleccionador, um mapa da cidade de Paris como representada no jogo, um jogo de cartas Tarot, um quadro pintado, uma caixa de música, uma estátua de 41cm de Arno junto a uma guilhotina, um livro de arte conceptual, a banda sonora e duas litografias dentro de um envelope. Como conteúdo digital a edição tem incluída as missões The Chemical Revolution e The American Prisoner e ainda os conjuntos Prussian Pack, Musketeer Pack, Shooter Pack, Parade Pistol e Royal Arsenal Pack, que têm vários itens e armas para se usar no jogo.
Para a América do Norte, e para alguns retalhistas, foi apresentada a “Collector's Edition” que inclui uma estátua de Arno, um livro de arte, a banda sonora, uma caixa de música e duas missões, The Chemical Revolution e Killed By Science, em que nesta última Arno tem de investigar uma misteriosa morte que ocorreu junto a Palais Royal. Os jogadores que decidirem comprar Unity na Amazon têm como oferta especial, para além de uma cópia do jogo, uma réplica do relógio de bolso usado por Arno, e ainda como conteúdo digital, a missão The Chemical Revolution e uma pistola Parade. A Microsoft criou um pacote especial que inclui uma consola Xbox One, um comando, um auricular e códigos para descarregar via Xbox Live os jogos Assassin's Creed Unity e Assassin's Creed IV: Black Flag. Nalguns países seleccionados, e à venda em separado, foi dada a possibilidade de se comprar a Lâmina Fantasma usada por Arno. Criada pela empresa McFarlane Toys, a peça apresenta-se em tamanho real e tem uma “lâmina oculta funcional, uma besta retráctil e um dardo.”
| Conteúdos                | "Special Edition"             | "The Bastille Edition"                                | "The Notre Dame Edition"                              | "Collector's Edition"                             | "The Guillotine Collector’s Case"                     |
| ------------------------ | ----------------------------- | ----------------------------------------------------- | ----------------------------------------------------- | ------------------------------------------------- | ----------------------------------------------------- |
| Cópia do jogo            | Sim                           | Sim                                                   | Sim                                                   | Sim                                               | Sim                                                   |
| Caixa de Coleccionador   | Não                           | Sim (Jumbo Steel)                                     | Sim (Notre Dame Collector’s Box)                      | Sim (Collector's Box)                             | Sim (Guillotine Collector’s Box)                      |
| Livro de arte            | Não                           | Sim                                                   | Sim                                                   | Sim                                               | Sim                                                   |
| Banda sonora             | Não                           | Sim                                                   | Sim                                                   | Sim                                               | Sim                                                   |
| Litografias              | Não                           | Sim                                                   | Sim                                                   | Não                                               | Sim                                                   |
| Missões de história      | Sim (The Chemical Revolution) | Sim (The Chemical Revolution e The American Prisoner) | Sim (The Chemical Revolution e The American Prisoner) | Sim (The Chemical Revolution e Killed By Science) | Sim (The Chemical Revolution e The American Prisoner) |
| Pacotes de itens/armas   | Não                           | Não                                                   | Não                                                   | Não                                               | Sim                                                   |
| Caixa ‘FuturePak’        | Não                           | Não                                                   | Não                                                   | Não                                               | Sim                                                   |
| Mapa de Paris            | Não                           | Não                                                   | Não                                                   | Não                                               | Sim                                                   |
| Cartas Tarot             | Não                           | Não                                                   | Não                                                   | Não                                               | Sim                                                   |
| Quadro pintado           | Não                           | Não                                                   | Não                                                   | Não                                               | Sim                                                   |
| Caixa de música          | Não                           | Não                                                   | Não                                                   | Sim                                               | Sim                                                   |
| Figura de Arno (39.5 cm) | Não                           | Não                                                   | Sim                                                   | Sim                                               | Não                                                   |
| Figura de Arno (41 cm)   | Não                           | Não                                                   | Não                                                   | Não                                               | Sim                                                   |

## Recepção

### Criticas profissionais
Assassin's Creed Unity teve uma recepção variada por parte dos críticos profissionais. Os sites de pontuações agregadas GameRankings e Metacritic deram à versão PlayStation 4 68.12% e 70/100 e à versão Xbox One 70.64% e 73/100, respectivamente. Os elogios foram feitos principalmente aos visuais e ao formato orientado para o multijogador, enquanto que as criticas foram mais em direcção à história, à jogabilidade pouco refinada e aos numerosos erros que apresentava quando foi colocado à venda, como a baixa frame rate, bugs, glitches, etc.
Matt Miller da revista Game Informer deu ao jogo a pontuação 8/10, elogiando a arquitectura e o ambiente detalhado, as vozes das personagens, as missões, a jogabilidade mas criticou os problemas de balanço e controlo, assim como os vários problemas técnicos. Também refere que tanto o sistema de navegação como o combate precisam de ser melhorados. Louise Blain do GamesRadar deu quatro em cinco estrelas, elogiando o mundo do jogo como "denso e atmosférico", as missões, as mecânicas de corrida, o combate e a personalização dos personagens. No entanto, criticou a framerate do jogo e a fraca inteligência artificial (AI) dos inimigos.
Chris Carter do Destructoid deu 7/10, elogiando o sistema de movimentos, os protagonistas, o ambiente e sua distancia e as animações. As novas adições como a personalização e as enormes multidões também foram objecto de elogio. No entanto, criticou a história chamando-a de "previsível", as questões técnicas, o desenho das missões e o multijogador cooperativo. Carter refere que "Unity parece ser um passo atrás ... falta-lhe aquele noção de liberdade de navegar em mares inexplorados como Assassin's Creed IV: Black Flag, ou mesmo aquele ambiente selvagem aberto de Assassin's Creed III, mas é uma viagem que vale a pena fazer se já estiveres familiarizado com a série." Tom Bramwell do Eurogamer.net deu também 7/10, elogiando o cenário, o conteúdo rico, a historia inspiradora e as missões secundárias. Criticou as missões principais por serem "demasiado familiares", o sistema de auto-correcção "demasiado zeloso", as mecânicas de corrida livre e a inexistência de personalização de armas. Bramwell descreve o jogo como uma "oportunidade perdida". Já Vítor Alexandre do Eurogamer.pt refere que o jogo é mais familiar depois de dois jogos que se afastaram do modelo da série. Elogia as mecânicas melhoradas e a "cidade densa, populosa e recriada ao mais pequeno detalhe". No entanto diz que lhe falta mais desenvolvimento como o alargamento dos sistemas de jogo e que por "maior não significa necessariamente um jogo melhor".
Marty Silva do IGN deu 7.8/10, elogiando a recriação de Paris e as ideias ambiciosas no multijogador, criticou as mecânicas de infiltração (stealth) pouco refinadas, a fraca história e a ausência de um protagonista forte. Afirma que "o Assassin’s Creed da nova geração é um jogo belíssimo, que entretém, e que prova com sucesso o conceito para aquilo que está para lá da série, mas não é aquilo a que chamo revolucionário."
Tom Senior da PC Gamer deu a pontuação 65/100, dizendo que "Unity pode-se tornar uma parte agradável da série Assassin's Creed. tem uma campanha sólida com boa qualidade nas missões de assassinato juntando com cenário fantástico, que pode juntar o numero final desta análise para lá dos 80', mas com um grande ponto de venda fora de operação, uma série de problemas técnicos, problemas de desempenho, microtransações, sistema de combate e de corrida livre afectados, Unity — no estado actual — pode ser apenas considerado uma revolução falhada." Sam Prell do Joystiq deu 2.5/5, afirmando que "é difícil apreciar o que Unity faz bem, e és capaz até de ter um tempo bem passado com amigos no co-op, mas é impossível ignorar que Unity falha redondamente."
A PC World afirma que o jogo "é um novo ponto baixo para a série Assassin's Creed." A análise também critica  Assassin's Creed Unity pela sua escala pequena, pobre jogabilidade e pelos requisitos mínimos muito elevados. Similarmente, Jeff Bakalar do CNET diz que "provavelmente bastará para o núcleo duro de fãs da série, mas Unity tropeça e nunca mais se consegue pôr de pé."

### Vendas
Assassin's Creed Unity estreou-se em segundo lugar nas tabelas de vendas do Reino Unido, atrás de Call of Duty: Advanced Warfare. De acordo com Chart-Track, as versões PC (2%), PlayStation 4 (52%) e Xbox One (46%) de Unity, ultrapassaram  Assassin's Creed: 4: Black Flag no mesmo período de vendas. De acordo com o website VG Chartz, no inicio de Fevereiro de 2015 já tinham sido vendidas cerca de 5,76 milhões de cópias de Unity. Apesar de não ter revelado o número de unidades vendidas em separado, a companhia francesa anunciou que as vendas combinadas de Assassin's Creed Unity e Assassin's Creed Rogue atingiram a marca dos 10 milhões de unidades vendidas.

### Prémios
Para os Annie Awards de 2015, Assassin's Creed Unity recebeu o prémio "Grandioso Feito, Animação de Personagem num Videojogo", na pessoa de Mike Mennillo, director de animação da Ubisoft.

## Controvérsia

### Género no modo cooperativo
A equipa de produção pretendia que os jogadores pudessem escolher o género dos personagens no modo cooperativo, mas acabou por ser abandonado devido às restrições de tempo. "É o dobro das animações, é o dobro das vozes, tudo isso mais o dobro das questões visuais", explicou Amancio, "especialmente porque temos assassinos personalizáveis. Seria muito trabalho de produção extra." Numa entrevista com o Videogamer, James Therien, director técnico da Ubisoft para o desenvolvimento de Assassin's Creed Unity, falou sobre a ausência de personagens femininos jogáveis no jogo. "Estava na nossa lista de coisas a fazer até há muito pouco tempo, mas é uma questão de foco e produção," explicou Therien. "Queríamos garantir que tínhamos a melhor experiência para o personagem. Um personagem feminino significa que tens de refazer uma série de animações, muitas roupas... Teríamos duplicado o trabalho em torno de tudo isso." "Quero dizer com isto que ter uma mulher entre os protagonistas era algo que a equipa queria muito, mas tivemos que tomar uma decisão. É lamentável, mas é a realidade do desenvolvimento dos videojogos," comentou. Bruno St-André, um dos produtores, disse também que seriam precisas mais 8 000 animações adicionais para criar uma avatar feminina.
Tal causou alguma insatisfação dentro da comunidade dos videojogos. Brenna Hillier da VG247 fez notar que existem nove equipas de produção a trabalhar no jogo, e disse que a "Ubisoft criou aqui uma desculpa estúpida e cansada e constantemente refutada da razão por perpetuarem o ciclo do sexismo e da sua sub-representação na indústria de jogos." Tim Clark da PC Gamer fez notar que "jogos anteriores deAssassin's Creed tinham personagens femininas por onde escolher como parte da componente multijogador, [e] que aquela Brotherhood era suportada por assassinos, muitos femininos, por isso é difícil porque não pode ser feito." Clark disse também que as respostas dadas por Amancio e Therien fzeram sentir que "o quanto a equipa queria incluir personagens femininas jogáveis sugere ... que esta foi, provavelmente, uma decisão que não foi bem aceite internamente." O ex-designer da série Jonathan Cooper respondeu ao dizer "na minha opinião formada, estimo que serie um ou dois dias de trabalho. Não uma substituição de 8 000 animações." Também revelou que Aveline de Grandpré, a protagonista de Assassin's Creed III: Liberation, "partilha mais das animações de Connor Kenway do que de Edward Kenway." Os fãs da série criaram uma petição para pedir à Ubisoft uma mudança na sua postura.
A Ubisoft mais tarde enviou um comunicado sobre este assunto onde se podia ler: "Reconhecemos que existe uma preocupação valida em torno da diversidade narrativa do jogo. Assassin's Creed está a ser desenvolvido por uma equipa multi-cultural com várias religiões e crenças e esperamos que esta atenção à diversidade seja reflectida nas características dos nossos jogos e nos nossos personagens. Assassin's Creed Unity está focado na história do personagem principal, Arno. Quer jogues sozinho ou em modo cooperativo, tu como jogador estarás sempre a jogar como Arno, com o seu amplo e variado conjunto de armaduras e habilidades que te farão sentir único. No que diz respeito à variedade dos nossos Assassinos jogáveis, tivemos a Aveline, o Connor, o Adewale e o Altair nos jogos Assassin's Creed e iremos continuar a tentar mostrar personagens diversos. Estamos ansiosos por apresentar-vos alguns dos personagens femininos fortes de Assassin's Creed Unity."

### Sobre a reinterpretação histórica
Em entrevista ao jornal francês Le Figaro, o politico Jean-Luc Mélenchon, criticou a reinterpretação histórica que o jogo transmite sobre a Revolução Francesa: "Este denegrir da grande Revolução é uma campanha de difamação para introduzir mais auto-aversão e auto-calunia no francês", disse "se continuar assim, não haverá qualquer identidade cultural possível na França, excepto a religião e a cor da pele." Seguidamente na televisão francesa, Mélenchon disse que Unity era "propaganda contra o povo" com personagens "bárbaras" e "selvagens sedentos de sangue", castigando a imagem de Robespierre como "um monstro". O cerne do argumento é que o jogo é uma "reinterpretação da história em favor dos perdedores" visando "desacreditar a República única e indivisível".
Alexis Corbière, secretário geral do Partido da Esquerda e professor de História, disse que "o jogo transmite todos os clichés contra-revolucionários que foram forjados durante dois séculos". Acrescentou ainda "Para todos os que vão comprar Assassin's Creed Unity, espero que o apreciem e divirtam-se. Mas também por divertir não os impede de pensar. Joguem-no, mas não se deixem manipular pela propaganda".
Numa entrevista ao Le Monde, Antoine Vimal du Monteil, produtor do jogo, respondeu que "Assassin's Creed Unity é um videojogo para o grande público, não é uma lição de história" e que a Revolução serve apenas como "pano de fundo" num jogo que se centra numa "história de amor e num problema insolúvel."

### Paridade entre consolas
Em Outubro de 2014, Vincent Pontbriand da Ubisoft disse que todas as versões do jogo teriam 900p de resolução. Tal foi feito "...para evitar debates e etc." Muitos concluíram que devido ao facto da PlayStation 4 e da Xbox One estarem constantemente a serem comparadas nos media, presumiu-se que teve que se baixar a resolução da versão PS4 para ficar em igualdade com a da Xbox One. Mais tarde a Ubisoft negou essas afirmações.
Ao invés, Pontbriand refere que a decisão pela paridade é devido ao facto as limitações de CPU nas consolas. O numero de NPCs e a quantidade de IA estava equivalente para manter o jogo bloqueado em 30fps.